# Hussein ibn Ali
Hussein ibn Ali là con trai của Ali ibn Abi Talib (Rashidun Caliph thứ tư của Hồi giáo Sunni, và Imam đầu tiên của Hồi giáo Shia) và Fatimah Zahra (con gái của nhà tiên tri Hồi giáo Muhammad) và em trai của Hasan ibn. Husayn là một nhân vật quan trọng trong đạo Hồi, do ông là một thành viên của Ahl al-Bayt (gia đình của Muhammad) và Ahl al-Kisa, cũng như là Shia Imam thứ ba. Husayn được đánh giá cao bởi người Hồi giáo Shia vì ông từ chối cam kết trung thành với Yazid I, khalip Umayyad vì ông coi sự cai trị của đế chế Umayyad là bất công.